# Sweet silver Anny
Sweet silver Anny is een nummer van de Volendamse band BZN uit 1973. Het werd geschreven door Ricardo, wat een pseudoniem was van Hans Bouwens, die als George Baker veel successen kende met zijn George Baker Selection.
Sweet silver Anny werd in oktober 1973 op single uitgebracht in Nederland en een maand later in België. De B-kant Searching, dat werd geschreven door de BZN-leden Thomas Tol en Jan Tuijp, verscheen twee jaar eerder op The Bastard, het debuutalbum van de band.
De single stond vijf weken genoteerd in de Nederlandse Top 40, waar het de zestiende plaats behaalde. Het is een van de succesvolste singles van BZN voordat de groep in 1976 zijn grote doorbraak beleefde met Mon amour.
In 2009 werd het nummer opgenomen op het verzamelalbum Clap your hands and stamp your feet van Excelsior Recordings, dat een overzicht gaf van Nederlandse glamrockbands uit de jaren zeventig.

## Hitnoteringen

### Nederlandse Top 40
| Sweet silver Anny in de Nederlandse Top 40 binnen: 06-10-1973 | Sweet silver Anny in de Nederlandse Top 40 binnen: 06-10-1973 | Sweet silver Anny in de Nederlandse Top 40 binnen: 06-10-1973 | Sweet silver Anny in de Nederlandse Top 40 binnen: 06-10-1973 | Sweet silver Anny in de Nederlandse Top 40 binnen: 06-10-1973 | Sweet silver Anny in de Nederlandse Top 40 binnen: 06-10-1973 | Sweet silver Anny in de Nederlandse Top 40 binnen: 06-10-1973 |
| Week                                                          | 1                                                             | 2                                                             | 3                                                             | 4                                                             | 5                                                             |                                                               |
| ------------------------------------------------------------- | ------------------------------------------------------------- | ------------------------------------------------------------- | ------------------------------------------------------------- | ------------------------------------------------------------- | ------------------------------------------------------------- | ------------------------------------------------------------- |
| Nummer                                                        | 25                                                            | 16                                                            | 16                                                            | 22                                                            | 35                                                            | uit                                                           |

### NPO Radio 2 Top 2000
| Nummer met noteringen in de NPO Radio 2 Top 2000 | '05  | '06  | '07  | '08  |
| ------------------------------------------------ | ---- | ---- | ---- | ---- |
| Sweet silver Anny                                | 1901 | 1725 | 1513 | 1917 |

1. ↑  Een vetgedrukt getal geeft de hoogste notering aan.
2. ↑  2005 was het eerste jaar met een notering voor dit nummer.
3. ↑  Deze tabel is bijgewerkt tot en met de meest recente editie (2024).